# Ясновець
Яснове́ць — гора в Українських Карпатах, у масиві Внутрішні Горгани. Розташована в центральній частині хребта Пишконя, в межах Міжгірського району Закарпатської області, на північний схід від села Колочави.

## Географія
Висота 1600,2 м (за іншими даними — 1605 м). Вершина незаліснена, схили стрімкі (особливо східні); підніжжя гори поросле лісом. Місцями є кам'яні осипища. На південь від вершини розташована гора Дарвайка (1501 м), на захід — гора Негровець (1707,3 м).
Гора, як і весь хребет Пишконя, розташована в межах Національного природного парку «Синевир». Через вершину пролягає туристичний пішохідний маршрут «Вершинами Пишконі».
Найближчий населений пункт: село Колочава.
На північно-західному схилі  вершини бере початок струмок Яворовець, лівий лоплив Озерянки.